# Matúš Mikuš
Matúš Mikuš (Topoľčany, 8 luglio 1991) è un calciatore slovacco, attaccante del Zurndorf.

## Carriera

### Club
Centravanti, il 9 gennaio 2013 l'Admira Wacker lo acquista in cambio di 80000 €.